# Myopias emeryi
Myopias emeryi é uma espécie de formiga do gênero Myopias, pertencente à subfamília Ponerinae.